# ماسیمو پدرازینی
ماسیمو پدرازینی (انگلیسی: Massimo Pedrazzini؛ زادهٔ ۳ فوریهٔ ۱۹۵۸) بازیکن فوتبال اهل ایتالیا است.
از باشگاه‌هایی که در آن بازی کرده‌است می‌توان به باشگاه فوتبال مسینا، باشگاه فوتبال سالرنیتانا، باشگاه فوتبال تریستیانا، باشگاه فوتبال آ.ث. میلان، باشگاه فوتبال ترنانا، و باشگاه فوتبال وارزه اشاره کرد.
وی همچنین در تیم ملی فوتبال زیر ۲۰ سال ایتالیا بازی کرده‌است.